# Stable Diffusion

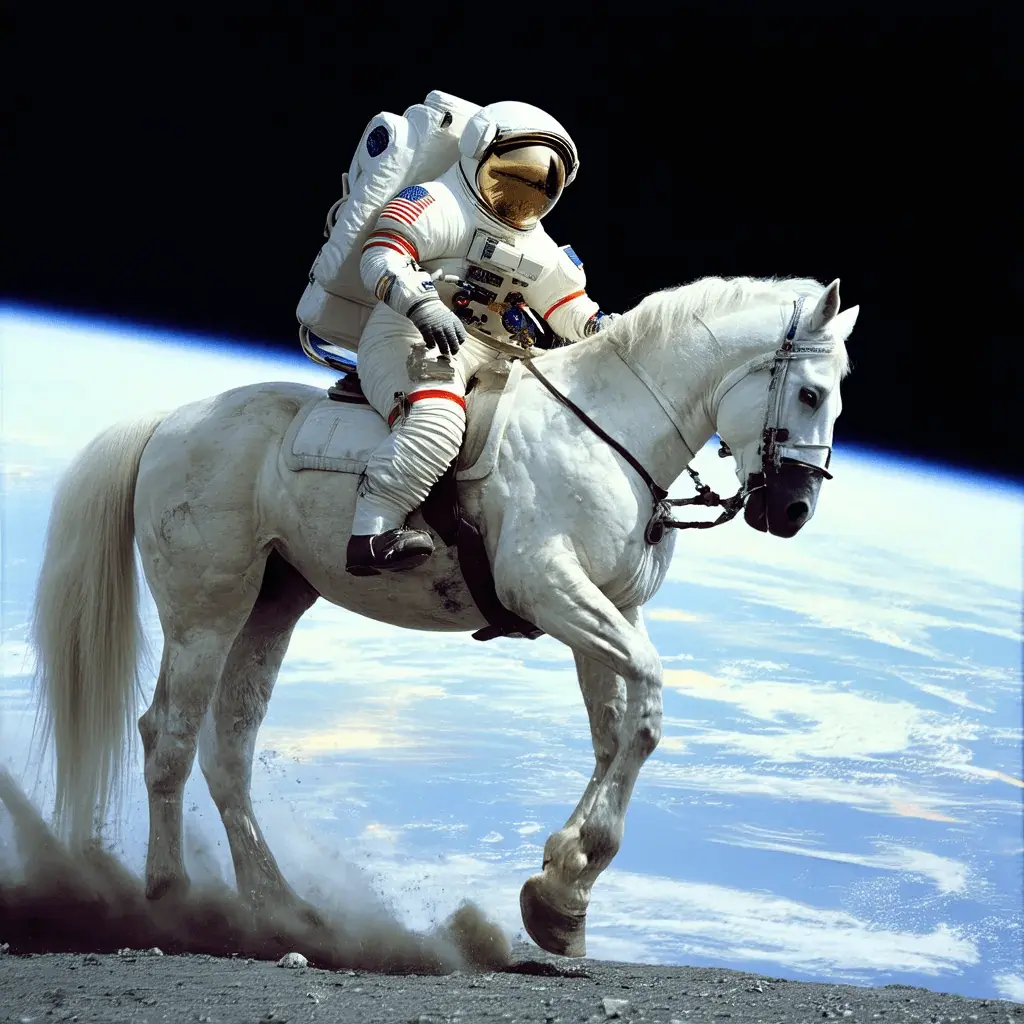
Een afbeelding gegenereerd met de opdracht a photograph of an astronaut riding a horse

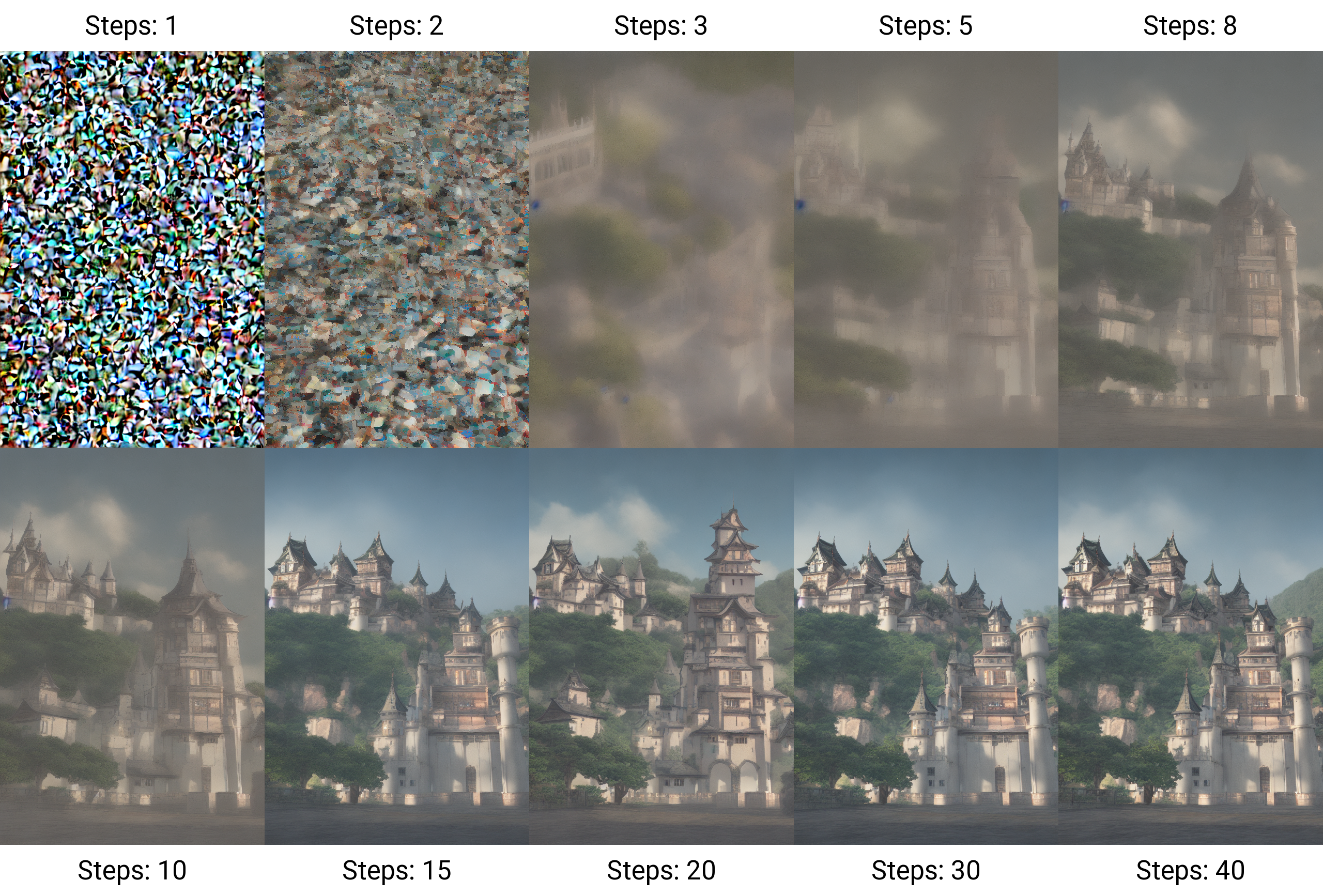
Hier wordt het proces in een veertig stappen getoond. Vanuit ruis wordt een afbeelding gegenereerd van een Europees kasteel in Japanse stijl.

Stable Diffusion is een methode om vanuit een tekstuele opdracht, met behulp van deep learning (kunstmatige intelligentie) een afbeelding te genereren. Het concept is ontwikkeld door de CompVis-groep van de Ludwig Maximilians-Universiteit (LMU) en de software is in 2022 door Stability AI beschikbaar gesteld voor het publiek.
De algoritme maakt gebruik van een sterk neuraal netwerk dat in een groot aantal stappen een afbeelding bestaand uit Gaussiaanse ruis (ruis zonder enig patroon) omvormt tot een afbeelding die aan de gestelde opdracht voldoet. Het neuraal netwerk wordt achteruit getraind, met een trainingsset van afbeeldingen waar in elke stap een klein beetje ruis wordt toegevoegd. De afbeeldingen zijn voorzien van een omschrijving. Het getrainde algoritme kan hierdoor stapsgewijs uit een afbeelding bestaande uit ruis niet alleen een heldere afbeelding creëren maar tegelijkertijd naar een afbeelding toewerken die aan de gestelde opdracht voldoet.